# Kumeyaay

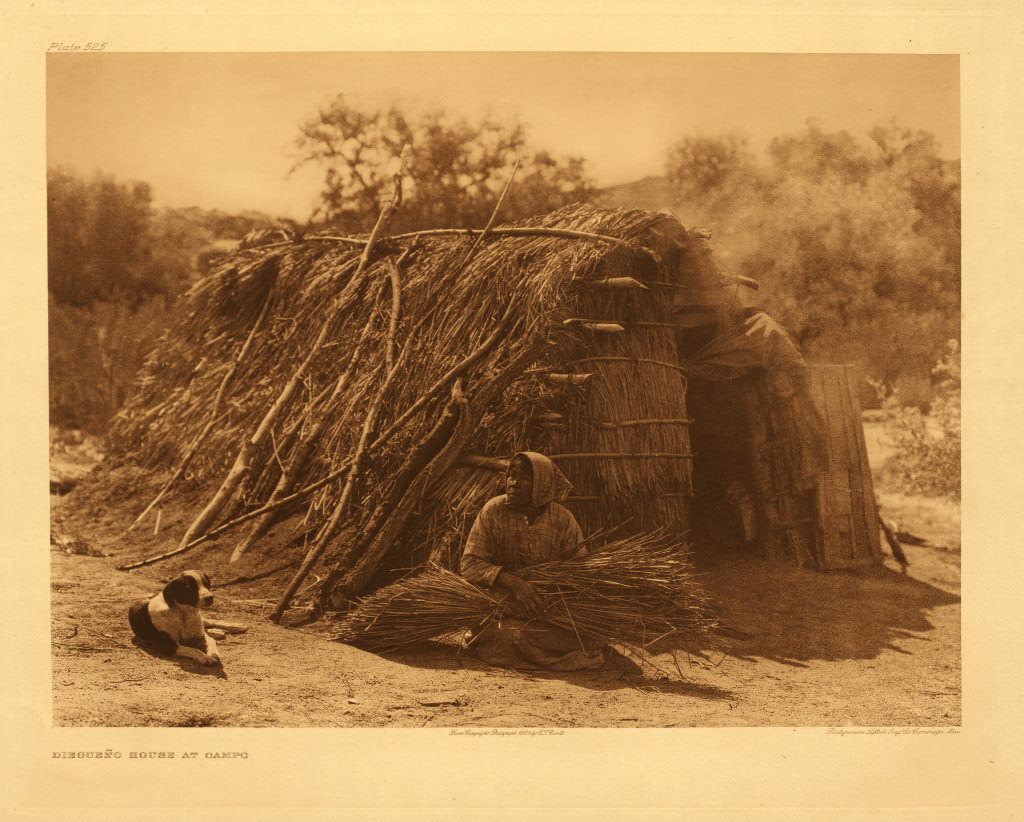
Diegueño.

Kumeyaay (também conhecidos como Tipai-Ipai, Kamia ou Diegueño) é um grupo indígena estadunidense que habita a região de San Diego. Eram em grande número, mas diminuíram quando as cidades foram construídas na região, pois acabaram perdendo sua cultura e seus costumes.